# Ernest Webb
Ernest Webb (Ernest James „Ernie“ Webb; * 25. April 1874 im London Borough of Hackney; † 24. Februar 1937 in Toronto, Kanada) war ein britischer Geher.
Bei den Olympischen Spielen 1908 in London gewann er über 3500 Meter Gehen und im Zehn-Meilen-Bahngehen jeweils die Silbermedaille hinter seinem Landsmann George Larner.
1912 errang er bei den Olympischen Spielen in Stockholm eine weitere Silbermedaille im 10.000-Meter-Gehen hinter dem Kanadier George Goulding.
Von 1908 bis 19010 wurde er dreimal in Folge britischer Meister im Sieben-Meilen-Bahngehen, 1909 und 1910 außerdem im Zwei-Meilen-Bahngehen.